# Iustinian Ovcinicov
Înaltpreasfințitul Părinte Iustinian Ovcinicov (în rusă Юстиниан Овчинников) (n. 28 ianuarie 1961, orașul Kosterevo, regiunea Vladimir, Rusia) este un arhiepiscop al Bisericii Ortodoxe Ruse, administrator al Eparhiei de Kalmykia și Elista. El a fost anterior Administratorul Bisericii Ortodoxe Ruse din SUA care constă în parohiile din Statele Unite, care sunt direct sub autoritatea canonică a Bisericii Rusiei (2010-2014) și a fost arhiereu în R. Moldova, îndeplinind funcția de episcop de Dubăsari, Vicar al Mitropoliei Chișinăului și a întregii Moldove (1995-1998) și episcop de Tiraspol și Dubăsari.
Arhiepiscopul Iustinian a fost de asemenea al doilea vicepreședinte al Adunării Episcopale din America de Nord și Centrală.
La data de 6 octombrie 1998, Sfântul Sinod al Bisericii Ortodoxe Ruse a hotărât înființarea Episcopiei de Tiraspol și Dubăsari, Preasfințitul Iustinian fiind numit ca episcop al acestei nou-înființate eparhii (aflându-se sub oblăduirea canonică a Patriarhiei Moscovei). El a fost înaintat în treapta de arhiepiscop la 25 februarie 2008 de către Patriarhul Alexei al II-lea al Moscovei.

## Biografie
Iustinian Ovcinicov s-a născut la data de 28 ianuarie 1961, în orașul Kosterevo din regiunea Vladimir (Federația Rusă), într-o familie ortodoxă de etnie rusă. A primit la botez numele de Victor Ivanovici Ovcinicov. Tatăl său, Ivan Stepanovici, era maistru tehnic, iar mama sa, Svetlana Viktorovna, juristă. Educația religioasă ortodoxă i-o datorează bunicii sale, Anna Maksimovna .
În anul 1978 a absolvit Școala medie de 10 clase. În același an l-a cunoscut pe arhimandritul Ambrozie Șciurov, astăzi arhiepiscop de Ivanovo și Kineshemsk. A urmat între anii 1978-1983 studii la Facultatea de Istorie a Universității de Stat din Ivanovo, obținând diploma de licențiat în istorie cu lucrarea "Relațiile ruso-bulgare în secolele XV-XVIII". În primii doi ani de facultate, a sosit deseori în vacanțe în regiunea Ivanovo, cântând în corul bisericii și participând la celebrarea liturghiilor din localitățile rurale. După absolvirea facultății, timp de un an, a fost ipodiacon al episcopului Ambrozie Șciurov de Ivanovo și Kineshemsk.
Apoi, între anii 1984-1988, a urmat cursurile Seminarului Teologic din Moscova. În perioada 1985-1986 a efectuat stagiul militar obligatoriu în cadrul unității militare din orașul Krasnokamensk din regiunea Cita, aflată în Districtul Militar Transbaikal. De asemenea, în perioada 1986-1988, a activat ca ipodiacon al episcopului Aleksandr Timofeev de Dmitrov, rector al Seminarului și al Academiei Teologice din Moscova. La data de 24 martie 1988, tânărul Victor Ivanovici Ovcinicov a fost tuns în monahism  "pentru necesitățile Academiei Teologice din Moscova" de către arhimandritul Aleksei Kutepov, astăzi arhiepiscop de Alma-Ata și Semipalatinsk. În ziua de Paști a anului 1988 este hirotonit ierodiacon de către episcopul Aleksandr Timofeev de Dmitrov, apoi la 26 iunie 1988 este hirotonit ieromonah.
Ieromonahul Iustinian Ovcinicov a beneficiat de un program de schimburi de experiență între Biserica Ortodoxă Rusă și celelalte biserici ortodoxe, și a urmat, în perioada 1988-1992, cursurile Institutului Teologic Ortodox de grad universitar din București (România), obținând diploma de master în teologie cu teza "Istoria credincioșilor de rit vechi ruși-lipoveni din România". Programul elaborat de către rectorul Academiei Teologice din Moscova, PS Aleksandr Timofeev de Dmitrov, în colaborare cu IPS Mitropolit Filaret (pe atunci președinte al Biroului de relații externe bisericești al Patriarhiei Moscovei și ulterior mitropolit de Minsk), urmărea trimiterea a doi studenți în fiecare țară ortodoxă, dintre care unui urma să rămână ca profesor la Academia Teologică din Moscova și celălalt să lucreze ca expert în cadrul Biroului de relații externe bisericești al Patriarhiei Moscovei .
În anul 1991, timp de câteva luni, a studiat ca extern și a lucrat ca inspector în cadrul Biroului de relații externe bisericești al Patriarhiei Moscovei. În perioada iunie 1991 - 18 noiembrie 1992 a slujit ca rector al Catedralei "Sf. Treime" din orașul Kalinin, fiind ridicat la rangul de egumen (1992).
Începând din data de 18 noiembrie 1992, a îndeplinit funcția de protopop de Voznesensk în cadrul Soborului Episcopiei din Tver. În această calitate, el s-a făcut remarcat prin organizarea pichetării și a demonstrației publice cu ocazia transferării Catedralei ortodoxe din acest oraș .

## Episcop de Dubăsari, Vicar al Mitropoliei de Chișinău
Pe plan teritorial – administrativ, Patriarhia Moscovei a încălcat Tomosul de Independență acordat Mitropoliei Moldovei la 5 octombrie 1992, prin decizia de numire a arhimandritului Iustinian Ovcinicov, parohul bisericii “Belaia Țercovi” din Eparhia de Tver (Rusia) în locul episcopului vicar Vichentie Moraru, care fusese trimis într-o eparhie din Siberia. La acea dată, Iustinian Ovcinicov era cetățean al Federației Ruse și numirea sa ca episcop încălca Legea cu privire la culte din 1992, care preciza că toți ierarhii și șefii cultelor trebuie să fie în mod obligatoriu cetățeni ai Republicii Moldova.
La data de 17 iulie 1995, cu ocazia ședinței Sf. Sinod al Bisericii Ortodoxe Ruse, arhimandritul Iustinian Ovcinicov a fost ales ca episcop de Dubăsari, Vicar al Mitropoliei de Chișinău. El a fost ridicat la rangul de arhimandrit la 19 iulie 1995 și hirotonit întru arhiereu la 1 septembrie 1995 la Mănăstirea Donskoy.
După cum își amintește el într-un interviu din noiembrie 2000, în întreaga Transnistrie funcționau doar două biserici. Locuitorii de acolo nu erau botezați, nu erau cununați religios și nici nu se oficiau slujbe funerare .

## Episcop de Tiraspol și Dubăsari
La data de 6 octombrie 1998, Sf. Sinod al Bisericii Ortodoxe Ruse a hotărât înființarea Episcopiei de Tiraspol și Dubăsari și l-a numit pe PS Iustinian ca episcop al nou-înființatei eparhii. Abia la 25 noiembrie 2001, președintele Vladimir Voronin al Republicii Moldova i-a acordat episcopului Iustinian de Tiraspol și Dubăsari cetățenia Republicii Moldova, printr-un decret emis în conformitate cu art. 88 al Constituției Republicii Moldova și cu art. 24 al Legii Cetățeniei .
Episcopul Iustinian s-a remarcat prin faptul că a fost un colaborator al regimului separatist de la Tiraspol, fiind unul dintre adevărații soldați ai interesului imperial rus în această zonă și unul dintre prigonitorii înverșunați ai Mitropoliei Basarabiei de-a lungul anilor, de când a fost adus de către Patriarhia Moscovei în Republica Moldova. S-a manifestat prin neacceptarea "expansiunii românești" în Basarabia.
Episcopul Iustinian s-a aflat în mijlocul conflictului religios de la Mănăstirea Noul Neamț din Chițcani din anul 2001. La data de 3 aprilie 2001, Sf. Sinod al Patriarhiei Moscovei l-a numit pe PS Iustinian ca rector al Seminarului Teologic, care funcționa în cadrul Mănăstirii, ceea ce practic a însemnat trecerea mănăstirii sub jurisdicția Tiraspolului. Bine-cunoscut ca un suporter deschis al administrației separatiste din Transnistria și al președintelui auto-proclamatei Republici Moldovenești Transnistrene Igor Smirnov, episcopul Iustinian a început să folosească unități ale Armatei a XIV-a ruse din Transnistria cu scopul de a-i subordona pe călugării și profesorii de la Seminarul monahal , care nu l-au recunoscut ca rector. După câteva luni de confruntări, de partea sa fiind situați cazacii transnistreni și organizații publice, conflictul a fost formal rezolvat prin noua soluție a Sinodului, care l-a revocat pe PS Iustinian din funcția de rector și l-a numit în locul său pe mitropolitul Vladimir Cantarean al Chișinăului.
În urma demersului Mitropolitului Vladimir, Școala de cântăreți din orașul Tighina a fost reorganizată la 26 decembrie 2007 ca școală duhovnicească cu durata de studii de 2 ani. Rector al acestei instituții a fost numit PS Iustinian, Episcop de Tiraspol și Dubăsari .
La data de 25 februarie 2008, la slujba praznicală din Catedrala Patriarhală „Hristos Mântuitorul” din Moscova, Patriarhul Alexei al II-lea al Moscovei și al întregii Rusii l-a ridicat pe PS Iustinian, Episcop de Tiraspol și Dubăsari, în treapta de arhiepiscop, ca o recunoaștere a "contribuției sale la întărirea Ortodoxiei în Transnistria". În comunicatul de presă publicat de către Patriarhia Moscovei, se spune că în cei 10 ani cât Iustinian a condus Episcopia, numărul de parohii ortodoxe din regiune s-a triplat, a fost deschisă o mănăstire și o școală teologică .
„Eu cred că hirotonirea mea ca arhiepiscop are și un aspect subiectiv: de peste 12 ani fac și slujba de arhiereu, iar în mod obiectiv ținutul nostru este unul specific, unicul în felul lui, în Biserica Ortodoxă Rusă nu există eparhie care să-și facă slujba pe teritoriul unui stat nerecunoscut .”—Declarația IPS Iustinian în timpul rugăciunii de mulțumire de la Catedrala din Tighina
În 2010 a fost repartizat în SUA, fiind succedat de Sava Volkov. 
IPS Iustinian vorbește foarte bine limba română.

## Opinii politice
Episcopul Iustinian de Tiraspol s-a făcut remarcat prin declarațiile sale politice, în care susține dreptul la autodeterminare al așa-numitului „popor transnistrean” și necesitatea ca Mitropolia Chișinăului și a întregii Moldove să rămână sub oblăduirea Patriarhiei Moscovei. Începând din anul 1996, el a salutat din tribună, alături de liderul separatist Igor Smirnov și de ceilalți lideri politici din Transnistria, toate paradele militare ale "Armatei Transnistriei" și a binecuvântat mai multe așa-numite „Mari Adunări ale trupelor căzăcești de la Marea Neagră”, susținând în toate interviurile și pastoralele publicate în revista eparhială de la Tiraspol, „Pravoslavnoie Pridnestrovie”, că Transnistria este pământ rusesc .
De asemenea, într-un interviu acordat revistei „Zarubejie blijnee i dalnee” (nr. 3/1998, pag. 41), PS Iustinian a afirmat că „republica transnistreană este un garant al independenței Moldovei și, concomitent, o santinelă a intereselor Patriarhiei Moscovei în regiune. (...) În situația creată îmi văd sarcina în consolidarea pe toate căile a poziției Bisericii Ortodoxe Ruse în regiune. Daca vom reuși să rămânem devotați Patriarhiei Moscovei pe acest petic de pământ, înseamnă că le vom da o mână de ajutor și Mitropoliei Moldovei, și raioanelor învecinate ale Ucrainei” .
După ce Sf. Sinod al Bisericii Ortodoxe Române a decis, în ședința sa din 22-24 octombrie 2007, reînființarea a trei episcopate (la Bălți, Cantemir și Dubăsari) pe teritoriul actual al Republicii Moldovei și Transnistriei, episcopul Iustinian de Tiraspol și Dubăsari și-a exprimat în mod deschis dezacordul într-un interviu acordat agenției de presă RIA - Novii region, declarând că "înființarea de noi trei episcopate ale Bisericii Române pe teritoriul Moldovei și Transnistriei constituie o cruciadă împotriva Bisericii Ortodoxe Ruse și destabilizează contextul politic extern în întreaga Europa occidentală. (...) Nu poate decât să ne bucure înmulțirea așezămintelor de cult ortodox, dacă totul se face cu bună credință și pe cale canonică. Dar când se anunță crearea de noi trei eparhii românești pe un teritoriul aflat sub jurisdicția Bisericii Ortodoxe Ruse, cu care Biserica Română se află într-o comunicare oficială frățească - fără exagerare se poate numi jaf la drumul mare" .
Referitor la înființarea Episcopiei cu sediul la Dubăsari, PS Iustinian a afirmat că aceasta nu înseamnă doar o provocare la adresa Bisericii și statului în Moldova, ci și afirmarea de pretenții teritoriale față de Ucraina, având în vedere că Misiunea Ortodoxă Românească din Transnistria și-a desfășurat activitatea inclusiv în regiunea Odessa, avându-și reședința începând din anul 1942 în orașul Odessa.
„În privința episcopatului Dubăsari, trebuie amintit că misiunea, ca și eparhia, a funcționat în anii ocupației germano-române, când dictatorul Antonescu a declarat că românii au venit în Transnistria pentru 2 milioane de ani. Vorbind despre renașterea misiunii românești pe teritoriul canonic al Bisericii Ortodoxe Ruse, Patriarhia României revizuiește, de fapt, rezultatul celui de-al doilea război mondial, introducând nu doar un factor suplimentar de nestabilitate în regiunea conflictului moldo-transnistrean, dar punând în cumpănă echilibrul de forțe stabilit în Europa occidentală .”—Iustinian Ovcinicov

## Decorații
De-a lungul timpului, arhiepiscopul Iustinian Ovchinicov a fost decorat cu o serie de ordine religioase și naționale, dintre care menționăm: 
- Ordinul Republicii (1996, acordat prin Decretul președintelui auto-proclamatei Republici Moldovenești Nistrene)
- Ordinul "Pentru curaj personal" (2000, acordat prin Decretul președintelui Republicii Moldovenești Transnistrene),
- Ordinul "Gloria Muncii" (2000, acordat prin Decretul președintelui Republicii Moldova, Petru Lucinschi) - "pentru merite deosebite în renașterea spirituală și morală a societății" [10]
- Ordinul "Sf. Serghei de Radonej", clasa a II-a (2001, acordat prin Decretul Patriarhului Moscovei și al întregii Rusii, Aleksei al II-lea)
- Ordinul "A 2000-a aniversare a Nașterii lui Iisus Christos", clasa a II-a (2001, acordat de către Biserica Ortodoxă Ucraineană din jurisdicția Patriarhiei Moscovei)
- Ordinul "Sf. Ștefan cel Mare", clasa a II-a (2003, acordat de către Mitropolia Moldovei din jurisdicția Patriarhiei Moscovei)
- Ordinul "Gloria Cazacă", clasa a II-a (2003, acordat de către Armata cazacilor zaporojeni)
- Ordinul "Sf. Serafim de Sarov", clasa a II-a (RPTS, 2005)
- Ordinul de Onoare (2005, acordat de către RMN)
- Medalia "A 850-a aniversare a Moscovei"
- Medalia "Pentru contribuția la dezvoltarea culturii Ucrainei"